# Bjergby (Hjørring Kommune)
 For alternative betydninger, se Bjergby. (Se også artikler, som begynder med Bjergby)
Bjergby er en lille by i Vendsyssel med 907 indbyggere  (2024), beliggende i Bjergby Sogn ca. 8 kilometer nordøst for Hjørring. Byen ligger i Hjørring Kommune og hører til Region Nordjylland.
Bjergby er delt i to områder; Den højtbeliggende østlige del har kirke og sognehus og et nu nedlagt ældrecenter omgivet af en meget særpræget samling af naivistiske dyreskulpturer. I den lavereliggende, vestlige del findes bl.a. skole (bh.kl.-6. klasse), stor moderne brugsforening, pizzeria, autoforhandler m.v.